# Parque nacional de La Reunión
El Parque Nacional de Reunión (en francés Parc National de La Réunion) es un parque nacional en la isla de Reunión, un departamento de ultramar de Francia situado en la región del Océano Índico occidental. El parque protege los ecosistemas endémicos de Les Hauts, las montañas del interior de Reunión.
El parque empezó a existir oficialmente el 5 de marzo de 2007 a través de un decreto adoptado previo dictamen del Consejo de Estado, con su inauguración formal el 9 de julio. 
En su forma final, el nuevo parque nacional incorporó dos reservas naturales preexistentes:
- La Reserva natural de Saint-Philippe-Mare Longue.
- La Reserva natural de La Roche Écrite.